# Manfred Gilow
Manfred Gilow (* 27. September 1968 in Berlin) ist ein deutschstämmiger, US-amerikanischer Polizist im Ruhestand, der durch die DMAX-Dokuserie Der Germinator – Ein deutscher Cop in Texas einem breiteren Publikum bekannt wurde.

## Leben
Nach einer Ausbildung zum Kellner war er zunächst in Hotels tätig und arbeitete später mehrere Jahre als Maître d’hôtel auf Kreuzfahrtschiffen, unter anderem bei Hapag-Lloyd. Während eines Auslandseinsatzes lernte er eine US-amerikanische Staatsbürgerin kennen und siedelte in die Vereinigten Staaten über, wo er sich in Texas niederließ.
1997 wurde Gilow in Longview, Texas zum Police Officer vereidigt und erhielt die US-Staatsbürgerschaft. Er war über zwei Jahrzehnte im Polizeidienst tätig, unter anderem im Streifendienst, in der Drogenfahndung, der Ermittlungsarbeit sowie in der Ausbildung. Später war er als Chief of Police in mehreren texanischen Kleinstädten tätig. Im Jahr 2023 trat er in den Ruhestand.
Im November 2019 bewarb sich Gilow auf den Posten des Chief of Police in der Kleinstadt Hawkins in Texas und wurde aus 30 Bewerbern ausgewählt und im Hawkins Police Department eingestellt. Seine polizeiliche Arbeit in Hawkins wurde seitdem durch den deutschen Fernsehsender DMAX begleitet. Die Sendung heißt Der Germinator – Ein deutscher Cop in Texas. Des Weiteren ist Gilow gelegentlich in anderen Dokumentationsformaten, wie beispielsweise bei Galileo, zu sehen.
Im August 2020 reichte eine kleine Gruppe von Einwohnern Hawkins’ beim Hawkins City Council eine Petition ein, in der sie unter Verweis auf Gilows berufliche Vergangenheit seine Entfernung aus dem Polizeidienst forderte. Die Petition erreichte insgesamt zehn Unterstützende.
Am 10. Juni 2022 bot Gilow schriftlich seinen Rücktritt als Chief of Police in Hawkins an und erklärte am 21. Juni 2022 selbst in einer Stadtratssitzung seinen Rücktritt. Nach einer Beratung des Stadtrats wurde dieser angenommen. In einer Stadtratssitzung am 8. Juli 2022 äußerte ein Einwohner von Hawkins den Vorwurf, Gilow habe 100.000 US-Dollar veruntreut. Ein Ratsmitglied erklärte, es gebe keine Belege für einen Diebstahl, jedoch würden mögliche Unregelmäßigkeiten im Umgang mit städtischen Mitteln geprüft. Laut Bürgermeisterin Susan Hubbard erwog der Stadtrat weitere Schritte. Im Januar 2023 teilte die Wood County Grand Jury mit, dass gegen Gilow, gegen den wegen des Verdachts auf Unterschlagung öffentlicher Gelder ermittelt wurde, keine Anklage erhoben werde.
Im Katastrophengebiet Fort Myers unterstützte Gilow die Aufräum- und Wiederaufbauarbeiten, nachdem Hurrikan Ian im September 2022 mit Windgeschwindigkeiten von bis zu 260 km/h schwere Schäden infolge von Überschwemmungen durch meterhohe Flutwellen und enorme Regenfälle verursacht hat. Dieser neue Lebensabschnitt wurde von den Produzenten dokumentarisch begleitet und später unter dem Titel Der Germinator – Einsatz in Florida veröffentlicht.

### Privates
Gilow lebt mit seiner Frau Janet in Jacksonville, Texas. Aus einer früheren Ehe hat er zwei erwachsene Kinder. Neben seiner Tätigkeit als Polizist und Fernsehprotagonist engagiert er sich in der Aufklärungsarbeit, insbesondere zu Themen wie Jugendarbeit, Respekt und zivilgesellschaftlichem Verhalten.

## TV-Karriere
Seit 2018 ist Gilow Hauptfigur der DMAX-Dokumentationsreihe Der Germinator – Ein deutscher Cop in Texas, die seinen Arbeitsalltag im texanischen Polizeidienst begleitet. Im Mittelpunkt stehen reale Einsätze sowie persönliche Einblicke in seinen Berufsalltag. Inzwischen unterstützt Gilow verschiedene Polizeidienststellen, darunter in Estancia, Telluride und Rio Arriba.
Seit April 2024 ist Manfred Gilow Protagonist der DMAX-Sendung Der Germinator – Einsatz in New Mexico. Die Dokumentation begleitet ihn bei seiner Tätigkeit in verschiedenen Sheriff’s Offices, unter anderem im rund 1000 Einwohner zählenden Ort Estancia. Dabei werden Einblicke in seine Arbeitsweise sowie Unterschiede zur Polizeiarbeit in Texas thematisiert.
Die Sendung Der Germinator entwickelte sich zu einem festen Bestandteil des DMAX-Programms.
Bis 2025 wurden neun Staffeln produziert, weitere sind in Planung. Gilows Auftreten mit Berliner Direktheit und amerikanischer Polizeiroutine wurde zu einem zentralen Element des Formats. Thematisch behandelt die Serie Gewaltprävention, den Umgang mit Krisensituationen sowie Fragen von Respekt und Autorität im Polizeialltag.

## Filmografie

### Filme
- 2019: Resisting the State

### Fernsehen
- 2019: Manfred – Der deutsche Sheriff in Texas (Galileo)
- 2019: Der Germinator – Ein deutscher Cop in Texas
- 2020: Akte spezial – Zur Präsidentschaftswahl 2021
- 2023: Der Germinator – Einsatz in Florida
- 2024: Der Germinator – Einsatz in New Mexico